# IC 2028
IC 2028 ist eine Spiralgalaxie vom Hubble-Typ Sc im Sternbild Dorado am Südsternhimmel. Sie ist schätzungsweise 438 Millionen Lichtjahre von der Milchstraße entfernt und hat einen Durchmesser von etwa 105.000 Lj.

Im selben Himmelsareal befinden sich u. a. die Galaxien NGC 1506, IC 2023, IC 2025, IC 2029.
Das Objekt wurde am 7. Dezember 1899 vom US-amerikanischen Astronomen DeLisle Stewart entdeckt.